# Сыскное бюро «Феликс»
«Сыскное бюро „Феликс“» — российский художественный фильм 1993 года.
Лёгкая авантюрная комедия о начале 1990-х годов прошла в прокате совсем незамеченной, несмотря на звёздный состав актёров.

## Сюжет
Плещеев (Андрей Соколов) совершил благородный поступок — взял на себя вину за кражу, в которой могли бы обвинить Ларису, которую он любит.
Но, по выходе из заключения, он обнаруживает, что Лариса его не ждёт. На украденные деньги она организовала бизнес и бывший зек ей совсем не нужен. Плещеев хочет отомстить и крадёт у Ларисы её любимую собаку — элитного пекинеса. Эта кража наталкивает Ларису на гениальную идею о новом бизнесе.

## В ролях
- Андрей Соколов — аспирант Даниил Плещеев
- Мария Голубкина — Анастасия Васильева
- Игорь Дмитриев — Профессор, сотрудник сыскного бюро
- Наталья Крачковская — Лейкадия Григорьевна, сотрудница сыскного бюро
- Владимир Ивашов — мистер Джон Филипп Лоу
- Александра Захарова — Лариса
- Евгений Леонов — дядя Ваня
- Вячеслав Кириличев — Ричард, сотрудник сыскного бюро
- Павел Дралов — байкер, сотрудник сыскного бюро
- Галина Хорошавина — член кооператива «Пушок»
- Эдуард Черняк — глава кооператива «Пушок»
- Раис Галямов — Незабудько, дежурный мент, сотрудник сыскного бюро
- Сергей Сметанин — вышибала
- Анатолий Мамбетов — вышибала
- Софья Тиунова — Мария Фёдоровна, заведующая детского сада
- Виктор Соловьёв — дальнобойщик
- Сергей Пиоро — Саня, сотрудник сыскного бюро
- Никита Третьяков — надзиратель-вертухай
- Валерий Храмцов — сыщик
- С. Климович, В. Пономарёва — сотрудницы сыскного бюро

В эпизодах
- Владимир Татосов

## Съёмочная группа
- Автор сценария: Анатолий Галиев
- Режиссёр-постановщик: Владимир Лаптев
- Оператор-постановщик: Борис Шапиро
- Художник-постановщик: Вячеслав Панфилов
- Композитор:  Владимир Лебедев
- Звукооператор: Людмила Ерыкалова

## Восприятие
По словам киноведа Александра Фёдорова, оставшегося о фильме невысокого мнения, "в «Сыскном агентстве „Феликс“ всё получилось безвкусно и пошло. Словом — скука смертная». Автор «Киноафиши» Ксения Куртукова отмечает: «На первый взгляд, идея фильма кажется свежей и необычной, но реализация сюжета оказалась крайне неудачной».